# Ситкин, Михаил Александрович
Михаил Александрович Ситкин (14 января 1904, Бугуруслан, Самарская губерния, Российская империя —  1980, Климовск,  Московская область, РСФСР, СССР) — советский военачальник, полковник (28.05.1943).

## Биография
Родился 14 января 1904 года в городе Бугуруслан, ныне в Оренбургской области, России. Русский.

### Военная служба

#### Межвоенные годы
В сентябре 1925 года поступил в Военно-теоретическую школу ВВС РККА в Ленинграде. После её окончания в сентябре 1926 года переведён во 2-ю военную школу лётчиков им. Осоавиахима СССР для прохождения практического лётного курса. В июле 1928 года окончил обучение и был оставлен в школе инструктором-лётчиком. В марте 1929 года переведён в 3-ю военную школу лётчиков и лётчиков-наблюдателей им. К. Е. Ворошилова в городе Оренбург, где командовал звеном и отрядом. Член ВКП(б) с 1929 года. С ноября 1932 года по октябрь 1936 года учился в Военно-воздушной академии РККА им. профессора Н. Е. Жуковского, затем был назначен командиром 17-й штурмовой авиаэскадрильи 44-й авиабригады ВВС СибВО в городе Красноярск.  В июле 1938 года назначен там же командиром 13-го штурмового авиаполка. В апреле 1940 года полк был переименован в 30-й скоростной бомбардировочный. 19 июня 1941 года  подполковник Ситкин получил приказ на перебазирование полка по железной дороге на запад.

#### Великая Отечественная война
С началом войны с оставшимися 33 экипажами, не успевшими погрузиться на ж.-д. транспорт, вылетел на фронт. С 12 июля полк, войдя в состав ВВС Западного фронта, начал боевую работу. Лётчики полка наносили удары по танковым колоннам противника на подступах к Витебску, по переправам через реку Днепр на участках прорыва немецких войск в районах Копысь и Шклов, по прорвавшимся танковым колоннам врага на подступах к Смоленску и Мстиславлю, по вражеским группировкам в районах Духовщина, Мстиславль и Рославль. В начале октября Ситкин с лётным составом полка убыл с аэродрома Адуево в город Энгельс для переучивания на самолёты Пе-2. В июле 1942 года с экипажами был направлен в город Иркутск для получения с авиазавода самолётов, затем убыл с ними под Сталинград. В августе вновь сформированный полк вошёл в 270-ю бомбардировочную авиадивизию 8-й воздушной армии и участвовал в Сталинградской битве. Лётчики полка наносили удары по противнику в районе Рынок (севернее Сталинграда), переправам через реку Дон в районе Калач, аэродромам Гумрак, Воропоново и другим. В тяжёлые дни боёв осенью 1942 года подполковник  Ситкин неоднократно выезжал на передовые КП 62-й армии для координации действий авиации с наземными войсками, имел хорошие отзывы от командования за боевую работу. После расформирования 30-го бомбардировочного авиаполка в декабре 1942 года Ситкин назначается командиром 8-го отдельного разведывательного авиаполка 8-й воздушной армии. К началу января 1943 года в его составе оставалось лишь 2 самолёта. В сложных условиях из этих экипажей и прикомандированных самолётов из бомбардировочных и истребительных полков сформировал разведывательную авиагруппу и вёл с ней разведку в интересах Южного фронта на направлении Элиста, Тихорецкая, Ростов-на-Дону, вплоть до выхода войск фронта к реке Миус и перехода их к обороне. При подготовке к Миусской операции в июне 1943 года штаб Южного фронта получил от полка сведения, позволившие вскрыть систему обороны противника на участке прорыва от Куйбышево до Матвеева Кургана и на глубину вплоть до линии г. Сталино, ст. Волноваха, г. Мариуполь. В ходе операции им было вскрыто выдвижение механизированных частей к участку прорыва. В дальнейшем полк успешно действовал в операциях по освобождению Донбасса, г. Мелитополь и южной части Левобережной Украины. За бои под Мелитополем он получил почётное наименование «Мелитопольский». Весной 1944 года, перед проведением Крымской наступательной операции, полк обеспечивал воздушной разведкой войска 4-го Украинского фронта в ходе боёв за никопольский плацдарм противника на левом берегу Днепра, давал сведения командованию фронта о работе морских портов Одессы, Феодосии, Ялты, Севастополя. За отличия в Крымской операции 8-й отдельный разведывательный Мелитопольский авиаполк был награждён орденом Красной Звезды. По завершении боёв в Крыму он в составе 8-й воздушной армии был перебазирован на 1-й Украинский фронт и участвовал в Львовско-Сандомирской наступательной операции. 
В начале сентября 1944 года полковник  Ситкин назначается командиром 183-й бомбардировочной авиадивизии. Формировал её в городе Запорожье. В декабре дивизия была перебазирована на 1-й Белорусский фронт в 16-ю воздушную армию. С января 1945 года она участвовала в Висло-Одерской, Варшавско-Познанской, Восточно-Померанской и Берлинской наступательных операциях. Её части действовали в полосе механизированных частей 5-й ударной армии, отличились при разгроме группировки противника в городе Франкфурт-на-Одере, затем в боях за Берлин. За боевые отличия в Берлинской операции дивизии было присвоено наименование «Берлинская». 
Во время войны Ситкин совершил 65 боевых вылетов.
Комдив Ситкин за время войны был четыре раза персонально упомянут в благодарственных приказах Верховного Главнокомандующего.

#### Послевоенное время
После войны продолжал командовать 183-й бомбардировочной авиационной Берлинской дивизией в ГСОВГ. В июне 1946 года она была расформирована, а полковник  Ситкин зачислен в резерв 16-й воздушной армии. В июле назначен начальником Военного авиационно-планерного училища Воздушно-десантных войск ВС СССР. В июне 1952 года на базе училища было создано 160-е военное авиационное училище лётчиков ВВС. В июне 1953 года освобождён от должности и зачислен в распоряжение Главкома ВВС. В июле назначен преподавателем методики боевой и лётной подготовки Высших офицерских лётно-тактических курсов ВВС. 5 марта 1955 года полковник Ситкин уволен в запас. 
Умер в 1980 году похоронен в городе Климовск, ныне микрорайон городского округа Подольск, Московская область, Россия.

## Награды
- орден Ленина (15.11.1950)[6]
- три ордена Красного Знамени (27.03.1943[4], 27.03.1944[7], 06.11.1945[6])
- орден Суворова II степени (06.04.1945)[8]
- орден Отечественной войны I степени (08.10.1943)[9]
- орден Красной Звезды (03.11.1944)[6]

медали в том числе:
- - «За оборону Сталинграда»
  - «За победу над Германией в Великой Отечественной войне 1941—1945 гг.»
  - «За взятие Берлина»
  - «За освобождение Варшавы»
  - «Ветеран Вооружённых Сил СССР»

Приказы (благодарности) Верховного Главнокомандующего в которых отмечен М. А. Ситкин.
- За овладение городом и железнодорожной станцией Мелитополь — важнейшим стратегическим узлом обороны немцев на южном направлении, запирающим подступы к Крыму и нижнему течению Днепра. 23 октября 1943 года. № 34.
- За овладение столицей Крыма городом Симферополь — основным опорным пунктом обороны противника, прикрывающим пути к портам южного побережья Крымского полуострова. 13 апреля 1944 года № 108.
- За отличие в боях при овладении городом Варшава — важнейшим стратегическим узлом обороны немцев на реке Висла[10].
- За отличие в боях при овладении городами Влоцлавек и Бжесць-Куявски — крупными узлами коммуникаций и опорными пунктами обороны немцев на левом берегу Вислы, при форсировании реки Варта и овладении с боем город Коло[11].